# Kōichirō Morioka
Kōichirō Morioka (jap. 森岡紘一朗 Morioka Kōichirō; ur. 2 kwietnia 1985 w Isahayi w prefekturze Nagasaki) – japoński lekkoatleta, chodziarz.
Medalista mistrzostw kraju i japońskich igrzysk narodowych.

## Osiągnięcia międzynarodowe
| Rok  | Impreza                           | Miejsce        | Konkurencja   | Lokata      | Wynik    |
| ---- | --------------------------------- | -------------- | ------------- | ----------- | -------- |
| 2004 | Mistrzostwa Azji juniorów         | Ipoh           | chód na 10 km | 4. miejsce  | 43:33,73 |
| 2004 | Mistrzostwa świata juniorów       | Grosseto       | chód na 10 km | 6. miejsce  | 41:14,61 |
| 2005 | Mistrzostwa świata                | Helsinki       | chód na 20 km | 29. miejsce | 1:27:08  |
| 2005 | Uniwersjada                       | Izmir          | chód na 20 km | 3. miejsce  | 1:25:18  |
| 2005 | Igrzyska Azji Wschodniej          | Makau          | chód na 20 km | 5. miejsce  | 1:31:11  |
| 2006 | Mistrzostwa Azji w chodzie        | Wajima         | chód na 20 km | 2. miejsce  | 1:24:44  |
| 2006 | Puchar świata w chodzie           | La Coruña      | chód na 20 km | 31. miejsce | 1:24:33  |
| 2006 | Igrzyska azjatyckie               | Doha           | chód na 20 km | 3. miejsce  | 1:23:17  |
| 2007 | Mistrzostwa Azji w chodzie        | Neagari        | chód na 20 km | 2. miejsce  | 1:21:30  |
| 2007 | Uniwersjada                       | Bangkok        | chód na 20 km | 3. miejsce  | 1:25:10  |
| 2007 | Mistrzostwa świata                | Osaka          | chód na 20 km | 11. miejsce | 1:24:46  |
| 2008 | Mistrzostwa Azji w chodzie        | Nomi           | chód na 20 km | 1. miejsce  | 1:21:55  |
| 2008 | Igrzyska olimpijskie              | Pekin          | chód na 20 km | 16. miejsce | 1:21:57  |
| 2009 | Mistrzostwa świata                | Berlin         | chód na 20 km | 10. miejsce | 1:21:48  |
| 2009 | Mistrzostwa świata                | Berlin         | chód na 50 km | 17. miejsce | 3:56:21  |
| 2009 | Igrzyska Azji Wschodniej          | Hongkong       | chód na 20 km | 2. miejsce  | 1:26:47  |
| 2010 | Puchar świata w chodzie           | Chihuahua      | chód na 20 km | 20. miejsce | 1:26:36  |
| 2010 | Igrzyska azjatyckie               | Kanton         | chód na 50 km | 3. miejsce  | 3:47:41  |
| 2011 | Mistrzostwa świata                | Daegu          | chód na 50 km | 6. miejsce  | 3:46:21  |
| 2012 | Puchar świata w chodzie sportowym | Sarańsk        | chód na 20 km | 38. miejsce | 1:24:44  |
| 2012 | Igrzyska olimpijskie              | Londyn         | chód na 50 km | 9. miejsce  | 3:43:14  |
| 2013 | Mistrzostwa świata                | Moskwa         | chód na 50 km | 23. miejsce | 3:53:54  |
| 2014 | Puchar świata w chodzie           | Taicang        | chód na 20 km | 38. miejsce | 1:22:21  |
| 2016 | Igrzyska olimpijskie              | Rio de Janeiro | chód na 50 km | 27. miejsce | 3:58:59  |

## Rekordy życiowe
- Chód na 10 000 metrów – 39:07,84 (2010) były rekord Azji[3]
- Chód na 20 kilometrów – 1:20:14 (2013)
- Chód na 50 kilometrów – 3:43:14 (2012)